# Lanaja
Lanaja es un municipio de la provincia de Huesca (Aragón, España).
Además del núcleo urbano, comprende las entidades de población de Cantalobos y Orillena.
Su población es de 1189 habitantes (INE 2022).

## Geografía
Lanaja está situada al norte de la depresión del Ebro, junto al barranco de los Paúles, afluente del Flumen, a 369 m s. n. m.
Forma parte de la comarca de Los Monegros, estando a 17 km de Sariñena, la capital comarcal, y a 61 km de Zaragoza.
Su temperatura media anual es de 14 °C y su precipitación anual de 475 mm.

## Prehistoria y arqueología
En la localidad se encuentran los yacimientos de Val de Lupo, Valderrey, Peñalveta, La Malena y Aldea del Correo. Todos ellos indican que el poblamiento de esta zona abarca desde el Neo-Eneolítico hasta el imperio romano.
En Aldea del Correo, yacimiento perteneciente a la época romana, se han advertido restos de construcción que debieron pertenecer a un establecimiento rústico de la época.
Pero quizás el yacimiento de mayor interés sea el de La Malena, en el barranco de Valonguera, cuyos restos —con abundantes materiales y estructuras de filiación ibérica— muestran que se trata de un poblado indígena posteriormente romanizado.
Se ha encontrado material cerámico de la primera Edad del Hierro (700-450 a. C.), cerámica ibérica, cerámica campaniense y restos de terra sigillata hispánica lisa.
También se ha hallado una piedra de molino con orificio central y un importante grupo de monedas romanas de algunos emperadores romanos, además de monedas hispano-latinas de Caesaraugusta, Celsa y Osca.

## Historia

### Edad Media y Moderna
El topónimo Lanaja es de origen árabe.
En el siglo X, varias mesnadas de Abderramán III fueron en auxilio del califa de Zaragoza Abu Yahya, al mando de Nadja, antiguo esclavo que llegó a ser el primer general del Califato.
Una hipótesis es que se dio el nombre de Al Nadja a este poblado en honor a Umm Kuraish al Nadja, hermana del general Nadja, favorita de la esposa del califa.
Jerónimo Zurita, historiador del siglo XVI, cree que fueron los guerreros franceses, al servicio de Alfonso I el Batallador, quienes se apoderaron de todas estas tierras entre 1114 y 1118, señalando expresamente que tomaron Sariñena y otros lugares donde hasta entonces los moros se habían defendido en sus castillos. Por tanto, se puede situar la reconquista cristiana de Lanaja en torno a 1115.
Posteriormente, Jaime I entregó Lanaja a la Orden Hospitalaria de San Juan de Jerusalén, con sede en el Monasterio de Sigena, y de dicho monasterio dependía en todos los aspectos al ser feudo donado por el Rey.
Se pagaban los tributos a los clérigos del monasterio en una dependencia construida al efecto y conocida como «el granero de la diezma», donde se entregaba la décima parte de las cosechas de cereales, aceite y vino. Cuando en el siglo XVI éste resultó pequeño, se construyó uno nuevo junto a la iglesia de la Asunción.
La dependencia del monasterio perduró hasta mediados del siglo XVIII, momento en el que Lanaja comenzó su vida como municipio independiente, coincidiendo sus límites con los que Alfonso I había establecido al hacer entrega a la Orden Sanjuanista.
En 1507, se establecieron los Cartujos de San Bruno en lo que hoy es la Cartuja de la Virgen de Las Fuentes. Con la desamortización de Mendizábal, la Cartuja pasó a manos de sus actuales dueños, la casa de Bastaras, quienes al adquirirla, registraron la propiedad en la vecina Sariñena al ser los impuestos más baratos en dicho municipio.

### Edad Contemporánea
En el siglo XIX, Lanaja sufrió las correrías de los carlistas y de varias partidas de bandoleros, que operaban en la comarca desde sus refugios en la cercana sierra de Alcubierre.
Pascual Madoz, en su Diccionario geográfico-estadístico-histórico de España de 1845, señala que Lanaja «tiene 216 casas, de las cuales, las dos terceras partes solo tienen un piso, y las restantes dos, ofreciendo por consiguiente pocas ó ninguna comodidad; están unidas formando 2 plazas y diferentes calles sin empedrar».
El término municipal de Lanaja fue escenario de la muerte del legendario bandolero Mariano Gavín Suñén «el Cucaracha», acaecida el 28 de febrero de 1875, según el extracto de partidas de defunción de Lanaja en ese año.
Fue tiroteado por la Guardia Civil tras haber sido envenenado junto con cuatro compañeros más de su banda en la aldea de Peñalbeta.
Tenía fama de generoso, pues robaba a los ricos para dar a los pobres, persiguiendo y vejando a los caciques de la región.

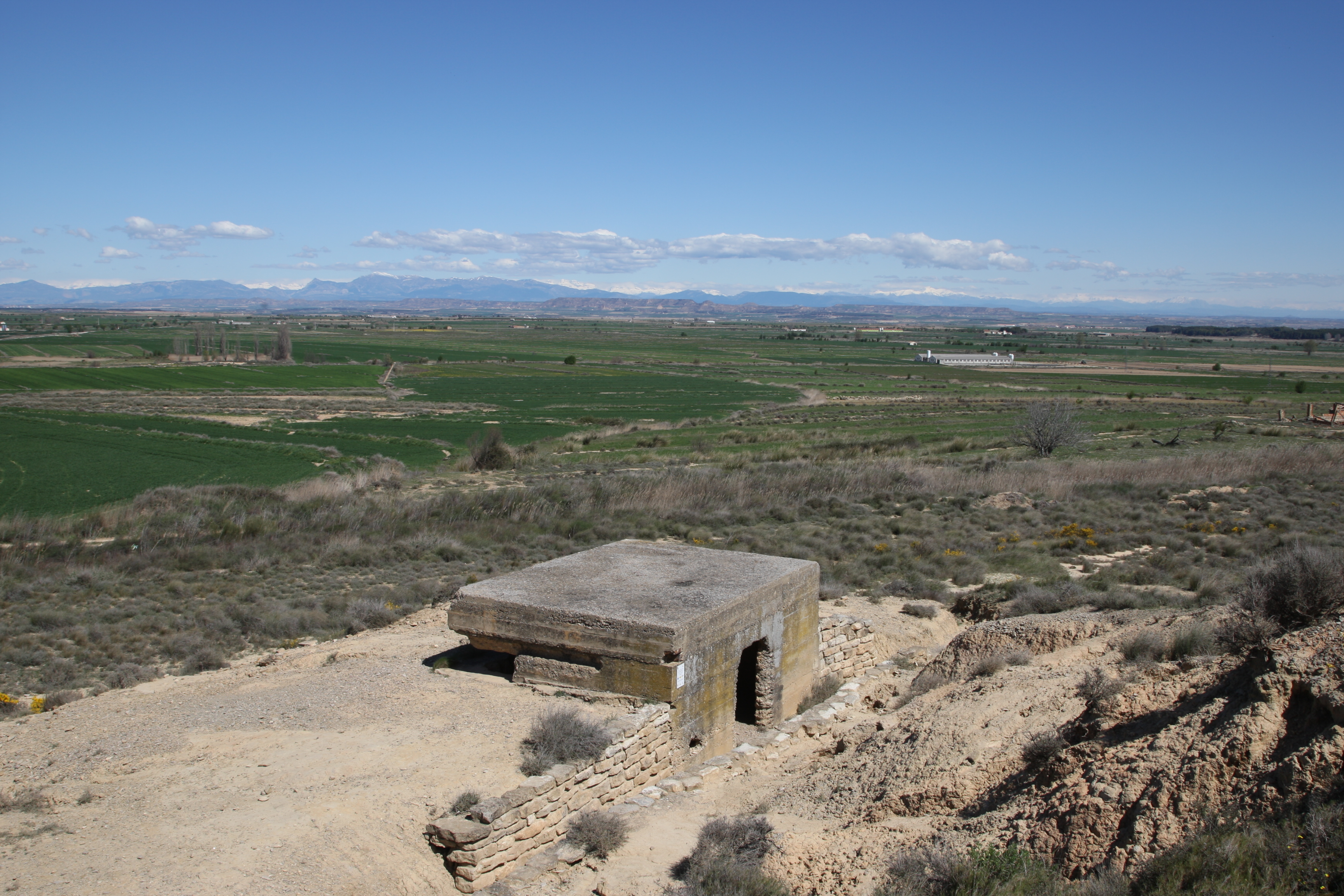
Trincheras de la Guerra Civil en Lanaja

La Guerra Civil fue especialmente cruenta en Lanaja.
En los primeros días de la sublevación militar de 1936, fue rechazada una primera incursión de falangistas provenientes de Zaragoza; todavía se conserva en lo alto del Saso un monolito, conocido por el «Monolito de los falangistas», que recuerda la muerte de un alférez y seis falangistas cuando intentaron entrar el 24 de julio de 1936.
Al día siguiente, la iglesia parroquial fue saqueada, siendo destruidas las obras de arte que había en su interior, así como la documentación existente. Ese mismo día, una fuerza militar procedente de Zaragoza ocupó el pueblo, pero tuvo luego que replegarse por la cercanía de columnas de milicianos catalanes. Varios vecinos y trabajadores fueron llevados a Alcubierre y allí fusilados por falangistas.
Finalmente, la villa fue ocupada a finales de julio por la columna Arquer-Piquer del POUM.
Lanaja permaneció leal al gobierno de la República hasta la caída del frente de Aragón en marzo de 1938, por lo que sufrió intensos bombardeos por parte de la aviación del ejército de Franco.
La ruptura del frente provocó el éxodo de una parte de la población hacia Cataluña.
Al ser definitivamente ocupada la villa por las tropas franquistas, se desencadenó una fuerte represión que produjo un número indeterminado de víctimas.

## Demografía
Lanaja cuenta con una población de 1141 habitantes (INE 2024).
| Gráfica de evolución demográfica de Lanaja entre 1842 y 2021                                                        |
| |
| Población de derecho según los censos de población del INE Población de hecho según los censos de población del INE |

## Administración y política
| Período   | Alcalde                   | Partido |  |
| --------- | ------------------------- | ------- |  |
| 1979-1983 | Esteban Abadías Callén    | PSOE    |  |
| 1983-1987 |                           |         |  |
| 1987-1991 |                           |         |  |
| 1991-1995 |                           |         |  |
| 1995-1999 |                           |         |  |
| 1999-2003 | Mercedes Abadías Ezquerra | CHA     |  |
| 2003-2007 |                           | PSOE    |  |
| 2007-2011 | Cecilio Boned Yago        | PSOE    |  |
| 2011-2015 | Armando Borraz Alcubierre | PSOE    |  |
| 2015-2017 | Armando Borraz Alcubierre | PSOE    |  |

| Partido político    | Partido político                                   | 2003   | 2007   | 2011   | 2015   |
| Partido político    | Partido político                                   | Ediles | Ediles | Ediles | Ediles |
|                     | Partido de los Socialistas de Aragón (PSOE-Aragón) | 5      | 6      | 6      | 6      |
|                     | Partido Popular de Aragón (PP)                     | 1      | —      | 2      | 3      |
|                     | Chunta Aragonesista (CHA)                          | 2      | 2      | 1      | —      |
|                     | Partido Aragonés (PAR)                             | 1      | 1      | —      | —      |
| Total de concejales | Total de concejales                                | 9      | 9      | 9      | 9      |

## Patrimonio

### Patrimonio religioso

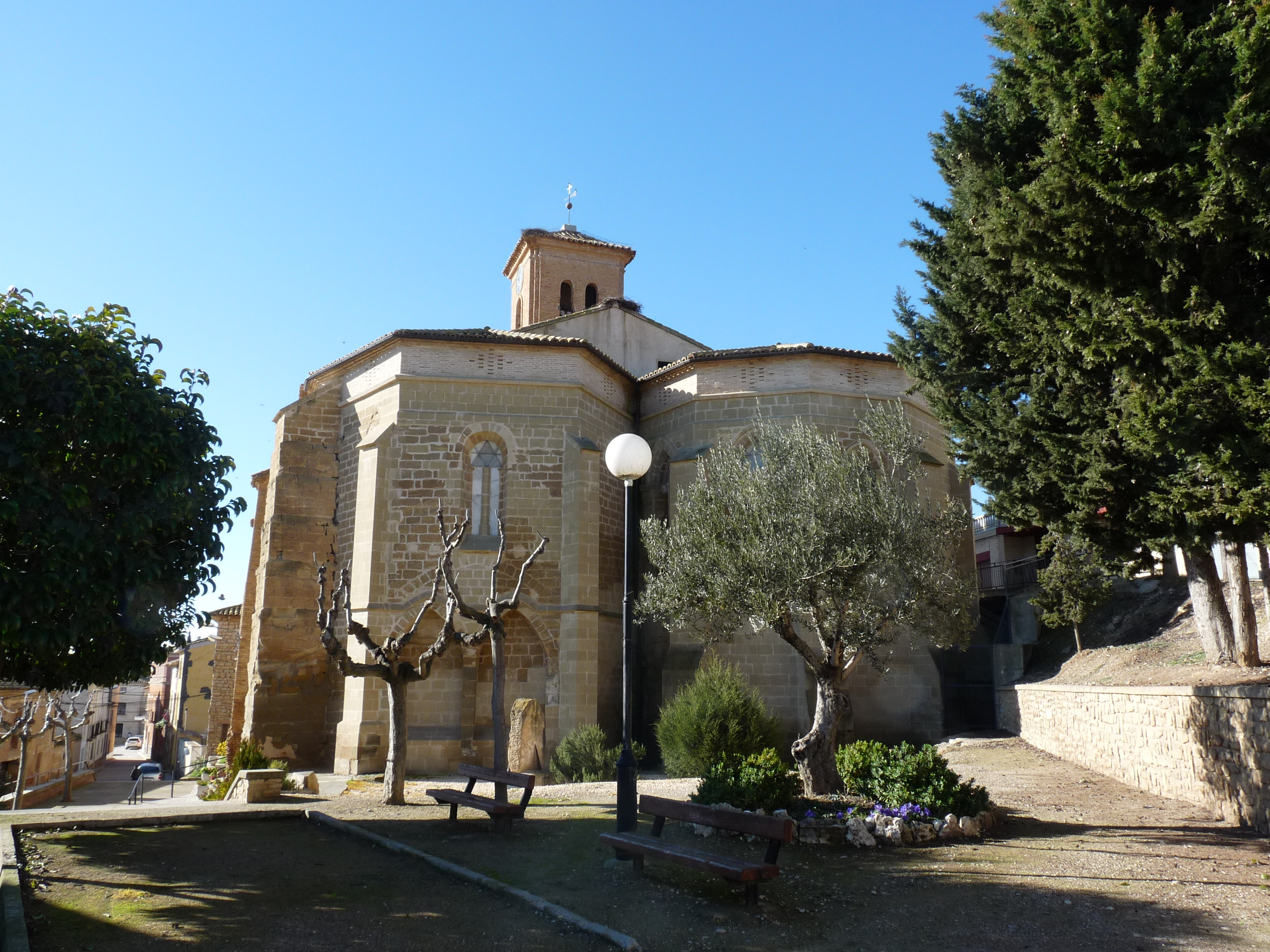
Ábsides de la iglesia parroquial de la Asunción

La iglesia parroquial de la Asunción parece que fue construida sobre la mezquita musulmana y esta, a su vez, sobre la primitiva iglesia visigoda de la localidad. Consta de dos naves diferentes. La del norte, más antigua, responde al estilo gótico cisterciense, probablemente de la segunda mitad del siglo XIII y tiene tres tramos abovedados en forma de cañón apuntado. El ábside del lado norte tiene siete paños y dos ventanas apuntadas, decoradas con las acostumbradas puntas de diamante o columnillas, dovelas y chambrana.
La nave sur es algo más larga y consta de cuatro tramos de cañón apuntado. Se comunica con la nave antigua por un gran arco del mismo perfil pero muy achatado. En su muro se abre una hermosa puerta abocinada, enmarcada por dos contrafuertes, decididamente gótico; la portada parece ya de los siglos XIV o XV, lo que permite inferir en que fecha tuvo lugar la ampliación del templo.
La Ermita de San Sebastián, situada en el «Saso» —montículo desde el cual se domina todo el pueblo— se edificó en el lugar que en tiempos pasados estuvo el Castillo de Montoro, del cual apenas perviven los restos de una muralla. Es una construcción del siglo XVIII de estilo barroco popular.
La Ermita de Santa Bárbara, a 1 km del casco urbano, se encuentra en ruinas desde la Guerra Civil.

### Patrimonio civil

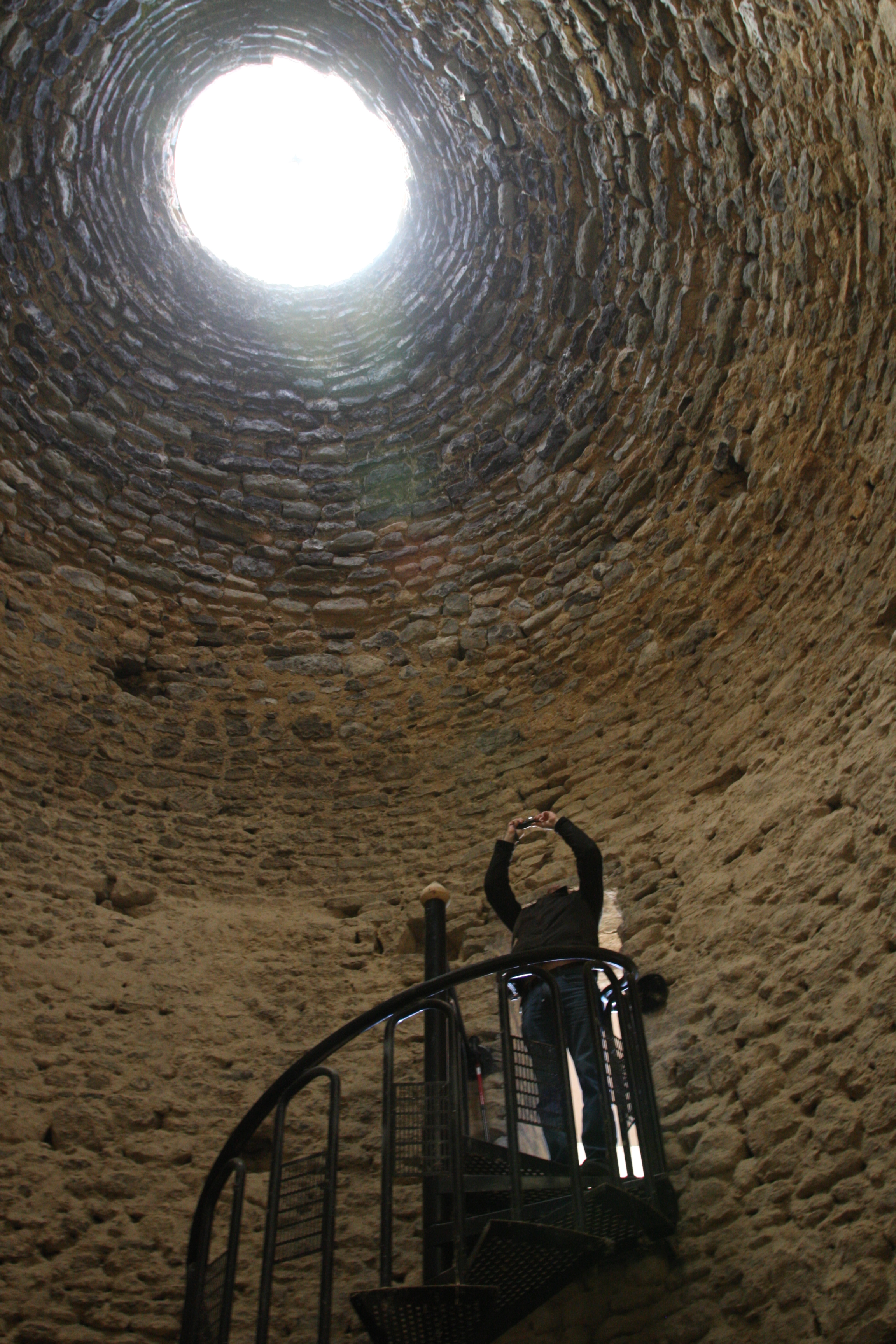
Nevero o pozo de hielo; tiene una altura de más de 11 metros

El Pozo de hielo, situado en el Saso, se usaba para conservar el hielo recogido en invierno para usarlo en verano.
Es un aljibe cilíndrico, cubierto superiormente con una cúpula de gruesos muros de mampostería. Tiene 6 metros de diámetro y más de 11 metros de altura.
Por su parte, el Caño es una construcción subterránea de unos 400 m que se encuentra en al parte norte la población. Por el tipo de construcción se puede pensar que es de época árabe.

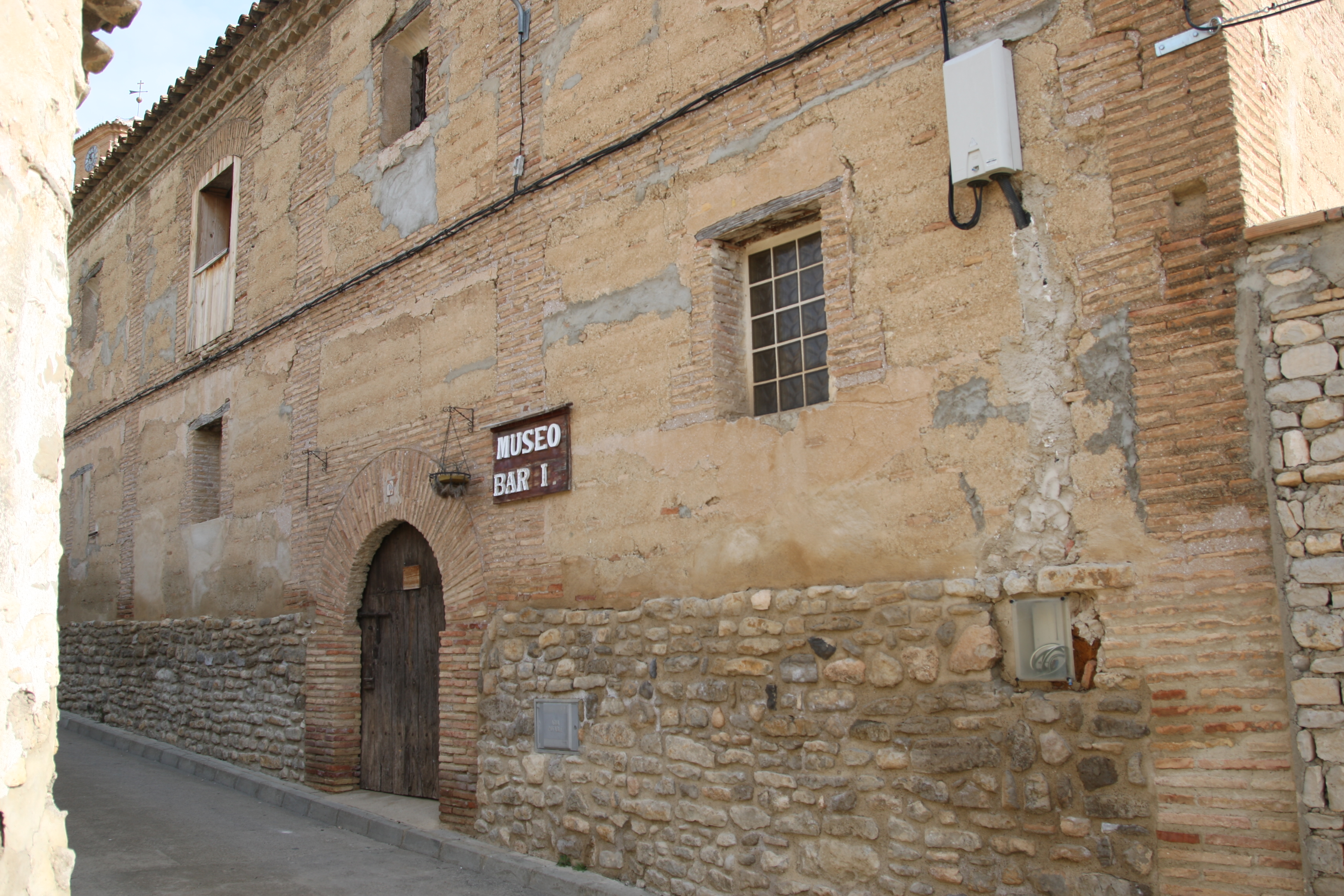
Granero de la Diezma, antiguo museo Barbi

De la Guerra Civil se conserva, en la carretera de Cantalobos, un emplazamiento para ametralladoras o también para fusil ametrallador. Fue proyectado y construido por ingenieros y soldados republicanos.
Esta estructura de hormigón armado protegía como fortín y observatorio a un vasto territorio en dirección noroeste y noreste, dentro de un conjunto defensivo hoy prácticamente inexistente, enmarcado en la denominada «línea Lenin» de defensa.
En 2009 fue inaugurado en Lanaja, en el edificio del siglo XVI llamado el Granero de la Diezma, el Museo Barbie, dedicado a la conocida muñeca de Mattel. La colección contaba con más de mil piezas, entre ellas más de 700 «barbies» y 200 trajes confeccionados por su propietaria. El museo cerró en 2011 y se prevé su traslado a Cuba.

## Fiestas y tradiciones
- El 20 de enero es la festividad de San Sebastián, en la actualidad las fiestas pequeñas. La víspera se encienden las tradicionales hogueras.
- El 5 de febrero se celebra Santa Águeda, organizada por las mujeres de la localidad.
- El 19 de marzo, San José, aquí llamada Fiesta de Quintos, se organiza una fiesta para los jóvenes que cumplen 20 años.
- En la festividad de San Isidro, el 15 de mayo, las mujeres suelen ir por la mañana andado hasta el Monasterio de Nuestra Señora de la Fuentes. En la antigüedad este día servía para ir a pedir agua a la Virgen de las Fuentes.
- Las fiestas mayores de Lanaja, en honor a San Mateo, tienen lugar entre el 20 y el 24 de septiembre. Cabe destacar el día 20 el desfile de carrozas, y el 21 la procesión y la representación del «dance». Éste es de los clásicos de pastorada, con mayoral, rabadán y dieciséis danzantes en grupos de cuatro.[3]

Una de las tradiciones más arraigadas entre los vecinos de Lanaja es la del tesoro del Castillo de Montoro.
Se cuenta que durante la dominación musulmana, uno de sus reyezuelos mandó fundir el oro recaudado a los habitantes del poblado, dándole la forma de un toro. Ocultó el toro de oro en el pasadizo que conducía desde el castillo a la mezquita y, de acuerdo a la tradición, permanece todavía enterrado.

## Personas destacadas
- Camilo Labrador Vicuña (n. 1807). Político y científico español.
- Cristina Grande (n. 1962). Fotógrafa y escritora española.
- José María Javierre Ortás (n. 1924-2009). Periodista, sacerdote católico y escritor español.
- Vicente Martín Romera (n. 1888-1936). Médico-cirujano y político.

## Hermanamientos
- Chasseneuil-du-Poitou, Francia.[20]